# Voluntary manslaughter (England und Wales)
Voluntary manslaughter (deutsch ~ ‚Totschlag im Affekt‘) bezeichnet im englischen Strafrecht einen Straftatbestand für Tötungsdelikte. Wegen voluntary manslaughter ist zu verurteilen, wer eigentlich Mord begangen hat, aber die defence (~ ‚Verteidigungseinrede‘) diminished responsibility (~ ‚verringerte Verantwortlichkeit‘, s. 2 Homicide Act 1957, Fassung 2009), loss of control (~ ‚Kontrollverlust‘, s. 54 Coroners and Justice Act 2009) oder suicide pact (~ ‚Suizidpakt‘, s. 4 HA 1957) geltend machen kann.

## Diminished responsibility
Nach s. 2 Homicide Act 1957 in der ursprünglichen Fassung war wegen manslaughter zu verurteilen, wer Mord begangen hatte, jedoch vorbringen konnte, dass

“he was suffering from such an abnormality of mind (whether arising from a condition of arrested or retarded development of mind or any inherent causes or induced by disease or injury) as substantially impaired his mental responsibility for his acts and omissions in doing or being a party to the killing.”

„er unter einer solchen Andersartigkeit des Geistes (sei es, dass sie einer verzögerten geistigen Entwicklung geschuldet, dass sie durch innere Gründe hervorgerufen oder, dass sie durch Krankheit oder Unfall entstanden ist) litt, dass seine geistige Verantwortung für seine Handlungen oder Unterlassungen wesentlich gemindert war, als er die Tötung vollzog oder an ihr teilnahm.“

Die vergleichsweise unpräzise Formulierung hat zu vielfältigen Abgrenzungsschwierigkeiten geführt. So war besonders die Abgrenzung zu den Fällen schwierig, bei denen der Täter die insanity defence (~ ‚Einrede der Unzurechnungsfähigkeit‘) nach R v. M’Naghten (1843) vorbringt, die zwingend zum Freispruch führen muss.